# Elisabet av Hohenstaufen
Elisabet av Hohenstaufen, född 1203 i Nürnberg, död november 1235 i Toro, var en drottning av Kastilien, gift 1219 med kung Ferdinand III av Kastilien. Hon döptes till Elisabet och kallades Isabella efter sin ankomst till Kastilien, men bytte namn till Beatriz efter sin avlidna syster, den tysk-romerska kejsarinnan Beatrice av Hohenstaufen.

## Biografi
Elisabet var dotter till Filip av Schwaben och Irene Angelina. Efter sin mors och fars död år 1208 blev hon fosterdotter till Fredrik II. Kejsaren arrangerade hennes äktenskap med Kastiliens monark Ferdinand III.

### Drottning
Vigseln ägde rum 30 november 1219 i Burgos. Krönikören Rodrigo Ximenez de Rada beskrev henne som optimalt, pulchra et pudica sapiens ('God, vacker, klok och blygsam'). Äktenskapet beskrivs som lyckligt; hennes make var trogen mot henne, och hon följde honom på alla resor och var oftast i hans sällskap. Hon beskrivs som from, och dyrkade särskilt Jungfru Maria, som påstods ha räddat hennes liv då hon år 1226 var svårt sjuk.
Elisabet av Hohenstaufen födde tio barn mellan 1221 och 1235, vilket försvagade hennes hälsa. Hon avled under eller strax efter sin sista förlossning. 